# 天台站 (日本)
天台站（日语：／ Tendai eki */?）是一個位於日本千葉縣千葉市稻毛區天台一丁目，屬於千葉都市單軌電車2號線的高架單軌電車車站。車站編號是CM06。

## 歷史
- 1991年（平成3年）6月12日：開業。
- 2009年（平成21年）3月14日：引入PASMO。

## 車站構造
此站是對向式月台2面2線的高架車站。

### 月台配置
| 月台 | 路線  | 目的地           | 備註                            |
| ---- | ----- | ---------------- | ------------------------------- |
| 1    | 2號線 | 都賀、千城台方向 |                                 |
| 2    | 2號線 | 千葉、千葉港方向 | 往千葉港方向途經千葉站直通1號線 |

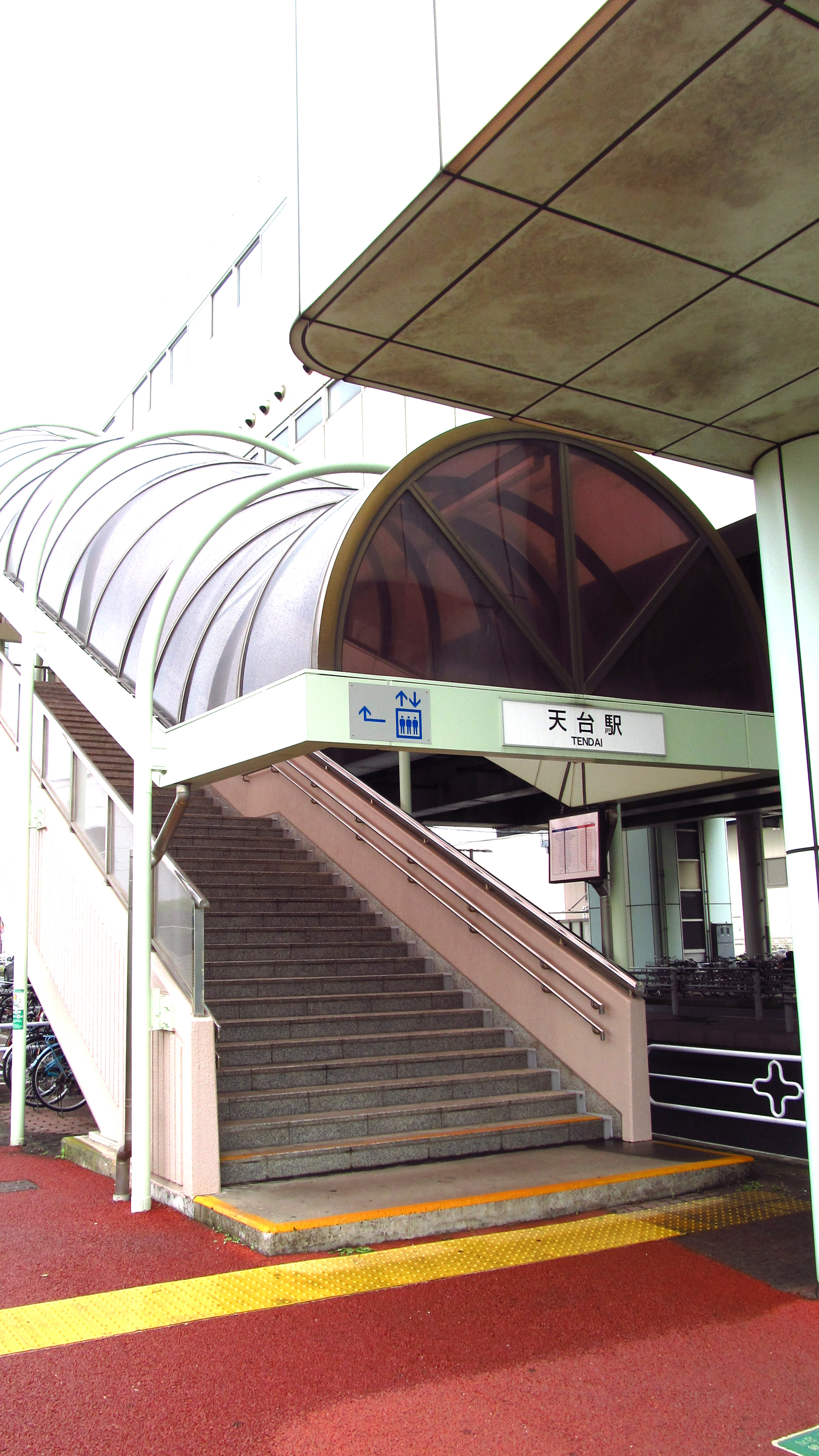
西側出入口（2019年7月1日）
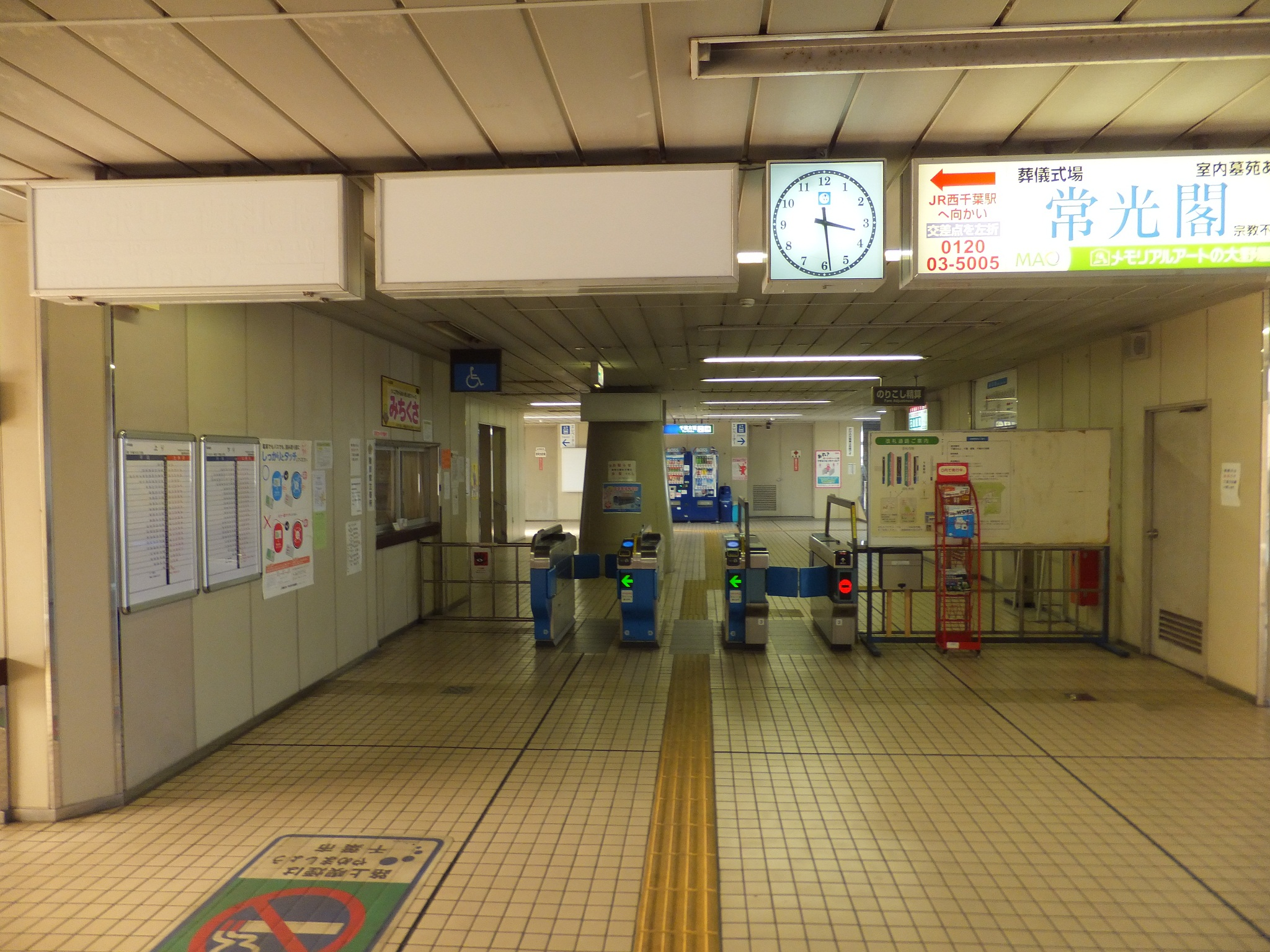
閘口（2012年2月21日）
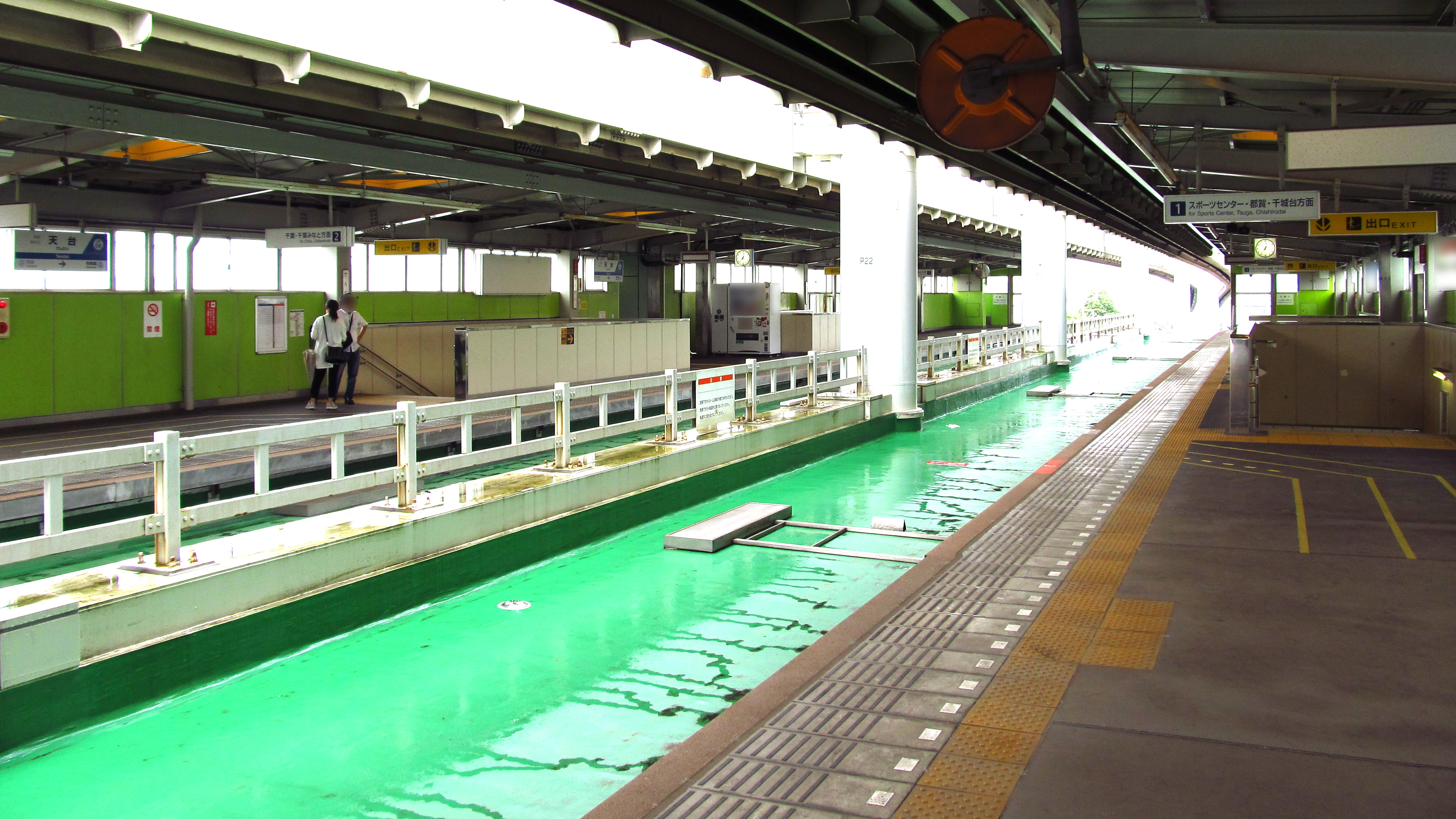
1號月台（2019年7月1日）
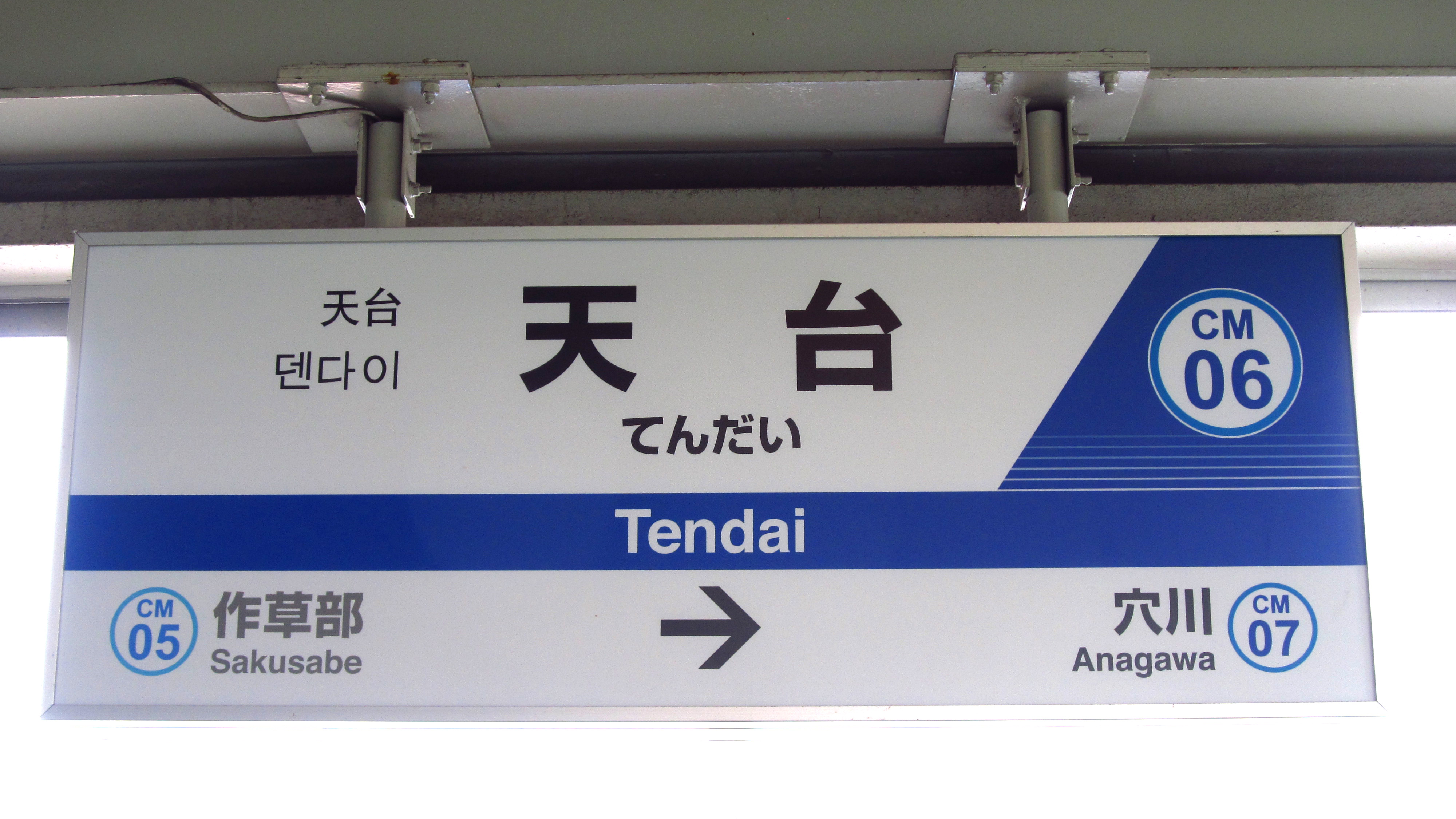
1號月台站名牌（2019年7月1日）

## 使用情況
2010年度1日平均上車人次為1,748人。千葉都市單軌電車18個車站當中排行第8位。
近年1日平均上車人次推移如下表。
| 年度   | 千葉都市單軌電車 |
| ------ | ---------------- |
| 1999年 | 1,696            |
| 2000年 | 1,692            |
| 2001年 | 1,666            |
| 2002年 | 1,681            |
| 2003年 | 1,653            |
| 2004年 | 1,642            |
| 2005年 | 1,719            |
| 2006年 | 1,797            |
| 2007年 | 1,765            |
| 2008年 | 1,757            |
| 2009年 | 1,775            |
| 2010年 | 1,748            |

## 相鄰車站
千葉都市單軌電車
 2號線
作草部（CM05）－天台（CM06）－穴川（CM07）

## 外部連結
- 千葉都市單軌電車 天台站 （页面存档备份，存于）